# Operació Paperclip

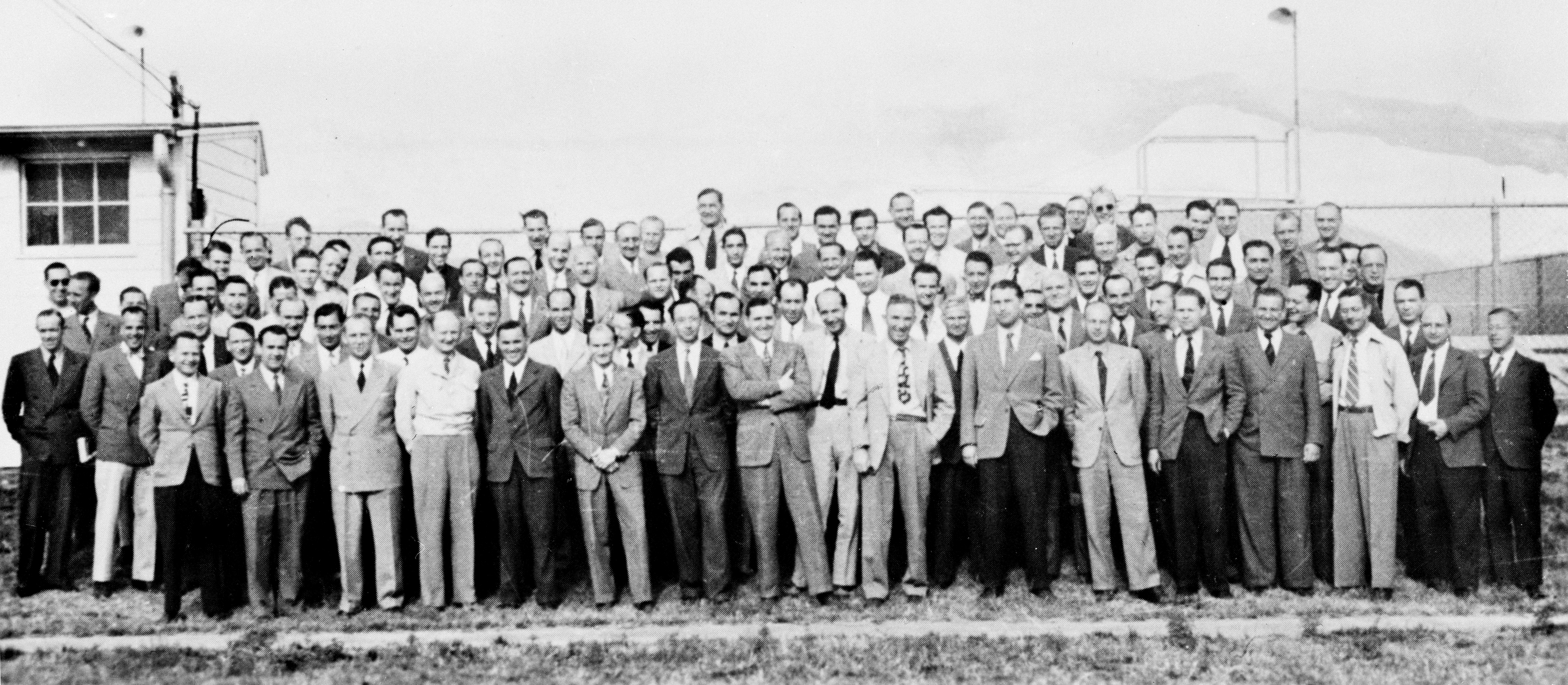
Els científics de l'Operació Paperclip posen junts.

L'Operació Paperclip (originalment Operació Overcast) era el nom en clau de l'operació realitzada pel Servei d'Intel·ligència i Militar dels Estats Units, per extreure d'Alemanya científics especialitzats en les anomenades Armes Meravelloses del Tercer Reich, com coets, armes químiques i experimentació mèdica després de l'esfondrament del règim nazi durant la Segona Guerra Mundial.

## Composició
Més de 700 científics i les seves famílies van ser portats secretament als Estats Units, sense el coneixement o aprovació del Departament d'Estat. Cap d'ells tenia qualificació per a un visat d'entrada als Estats Units, ja que tots havien servit a la causa nazi durant la Segona Guerra Mundial.
Nombrosos documents van ser reescrits per netejar el nom de diversos científics embolicats en aquesta operació, per tal de possibilitar la seva entrada al país i impedir que caiguessin en mans de la Unió Soviètica. Gran part de les informacions concernents a l'Operació Paperclip encara estan classificades com a secret absolut, a més, hi va haver una operació encara més secreta per aconseguir secrets nuclears alemanys, equipament i personal: l'anomenada Operació Alsos.

## Llista Osenberg
Seguint al fracàs alemany de l'Operació Barbarrossa i l'entrada dels Estats Units en la Segona Guerra Mundial, la situació estratègica d'Alemanya va canviar, ja que no estava preparada per a una guerra llarga. Resultat d'això, a la primavera de 1943 es va començar a cridar a científics i tècnics des de les unitats de combat per començar a desenvolupar noves armes i tècniques:
| «              | Immediatament, PhDs van ser alliberats del servei militar, Magister en Ciències, també matemàtics van ser trets de les fleques, i mecànics de precisió van ser retirats de ser conductors de camions. | » |
| — Dieter Huzel | |   |

Aquest esforç de crida va requerir identificar el personal i rastrejar el seu passat (particularment per la seva lleialtat), que culminaria en la Llista Osenberg per Werner Osenberg, un enginyer científic de la Universitat de Hannover que va conduir la Wehrforschungsgemeinschaft (en català Associació per a la investigació militar).
Al març de 1945, un tècnic polonès va trobar restes de la Llista Osenberg en un bany que no havia estat netejat apropiadament. El Major Robert B Staver, Cap de la Jet Propulsion Section of the Research i Branca d'Intel·ligència de l'Exèrcit dels Estats Units en Londres, va usar després la Llista Osenberg per fer la Llista Negra, el nom del codi de la llista dels científics experts en coets, amb el nom de Wernher von Braun en el primer lloc.

## Operació Overcast
El pla original -que en un principi era només entrevistar els científics nazis experts en coeteria-, va canviar després que el Major Staver enviés un cable (signat pel coronel Joel Holmes) al Pentàgon el 22 maig 1945, sobre la importància d'evacuar als tècnics nazis i les seves famílies per ser "important per a la Guerra del Pacífic." A més, hi havia el fort desig de negar els experts nazis a la Unió Soviètica.

### Operació Alsos
A l'Operació Alsos, Werner Heisenberg, el cap visible del Projecte alemany d'energia nuclear: "... valia més que deu divisions d'alemanys".
A més dels especialistes en Coetería i física nuclear, diversos equips d'aliats van anar a la recerca d'experts en Química, Medicina i armes navals. Un dels esforços premiats d'Overcast va ser el rapte, al maig de 1945, l'expert de l'empresa Henschel, Herbert Wagner, qui estava inicialment emprat en una mansió de Long Island NY i després a l'Estació Naval Aèria Point Mugu el 1947.

### Míssil V2
La major part dels científics que estaven involucrats en el Projecte coet V2 va ser adscrit a un projecte immobiliari a Landshut (Baviera). L'Operació Overcast va ser dissenyada per la Junta de Comandants en Cap dels Estats Units el 19 de juliol de 1945. Quan el sobrenom "Camp Overcast" va estar operatiu per al conjunt habitacional, es va canviar el codi a Paperclip.
Per 1958 molts aspectes de Paperclip eren de coneixement públic. S'esmentava lliurement en un article de la revista Time sobre von Braun.

## Algunes figures clau
Allen Dulles (advocat de Prescott Bush), considerat el cervell de l'operació Paperclip com Cap de la OSS en Berna, Suïssa, i posteriorment director de la CIA. El 1942, Allen Dulles, advocat i amic íntim de la família Bush, va rebre la missió d'impedir a la premsa que cités o esmentés el nom de la família Bush, després que s'hagués constatat oficialment que "grans parts de l'imperi Prescott Bush van operar per a l'Alemanya nazi durant la Segona Guerra Mundial ", contribuint d'aquesta manera l'esforç de guerra nazi.
CoheteriaWernher von Braun, Walter Dornberger, Ernst R. G. Eckert, Bernhard Tessmann, Arthur Rudolph, Ernst Stuhlinger, Krafft Arnold Ehricke, Gerhard Reisig, Konrad Dannenberg, Kurt debús, Georg Rickhey, Rudi Beichel, Werner Dahm, Otto Hirschler, Werner Rosinski, Eberhard F. M. Rees, Hermann H. Kurzweg, Helmut Hoelzer.
AeronàuticaAlexander Martin Lippisch, Hans von Ohain, Hans Multhopp, Anselm Franz.
MedicinaWalter Schreiber, Erich Traub, Kurt Blome, Hubertus Strughold, Hans Antmann.
Combustible sintèticFranz Fischer, Hans Tropsch, Frederick Hibsä.
ElectrònicaHans Ziegler, Kurt Lehovec, Hans Hollmann, Johannes Plendl.
Intel·ligència militarReinhard Gehlen creador de la (Xarxa Stay Behind) avantpassada de l'Operació Gladio.

## Grup de científics
A principis d'agost de 1945, el coronel Holger N. Toftoy, cap de la Branca de Coeteria de la Divisió d'Investigació i Desenvolupament de l'Exèrcit dels Estats Units, va oferir contractes inicials d'un any als científics nazis. Després que Toftoy accedís a cuidar les seves famílies, 127 científics van acceptar l'oferta. El setembre de 1945, el primer grup de 7 científics va arribar a Fort Strong en els Estats Units: Wernher von Braun, Erich W. Neubert, Theodor A. Poppel, August Schultze, Eberhard F. M. Rees, Wilhelm Jungert i Walter Schwidetzky. Eventualment, els científics coeterils es van traslladar a Fort Bliss, Texas, per a proves de coets en el Camp de Prova de White Sands com "Empleats Especials del Departament de Guerra."
A principis de 1950, es va obtenir la condició legal d'alguns especialistes "Paperclip" quan els visats van ser estesos al consolat nord-americà de Ciudad Juárez, Mèxic, amb els quals els científics entraven legalment als Estats Units. En les últimes dècades, científics de la Segona Guerra Mundial van ser investigats, per exemple Arthur Rudolph va ser lligat a l'activitat esclava de Mittelbau-Dora i Hubertus Strughold va ser implicat en experimentació nazis en humans.
Vuitanta-sis experts en aeronàutica van ser transferits al Wright Field, qui a més va adquirir material sota l'Operació Lusty, com Arado Ar 234, Messerschmitt Me 262, Heinkel He 219, Dornier Do 335, Messerschmitt P-1101, Focke-Wulf Ta 183, Blohm+Voss BV 155 entre d'altres.
L'United States Army Signal Corps (traducció al català: Cos de senyals de l'exèrcit dels Estats Units) va emprar a 24 especialistes, incloent-hi els físics Drs Georg Goubau, Gunter Guttwein, Georg Hass, Horst Kedesdy i Kurt Levovec, als fisicoquímics Prof Rudolf Brill, Drs Ernst Baars i Eberhard Both; geofísic Dr Helmut Weickmann; l'òptic Dr Gerhard Schwesinger, i als enginyers electrònics Drs Eduard Gerber, Richard Guenther i Hans Ziegler.
El Departament de Mines dels Estats Units va emprar a set científics nazis experts en combustible sintètic a la planta química de Fischer-Tropsch en Louisiana (Missouri).
El 1959, 94 individus de Paperclip van ingressar als Estats Units, incloent a Friedwardt Winterberg, Hans Dolezalek i Friedrich Wigand. A través de 1990, Paperclip va tenir un personal de més de 1.600 persones, amb les "objeccions intel·lectuals" que provocava a Gran Bretanya (principalment per les patents nazis i processos involucrats), avaluats en una xifra propera a $ 10.000 milions de dòlars.

## Operacions relacionades
Missió especial V-2Operació nord-americà comandada pel Major William Bromley per recobrar un coet V2 i el seu equipament. El Major James P. Hamill, amb l'ajut del 144th Motor Vehicle Assembly Company (regiment), va coordinar el primer embarcament d'un V2 des de Nordhausen a Erfurt.
Operació BackfireExperiments amb coets a l'àrea de Cuxhaven
Operació EclipsiPla no implementat de 1944 per a operacions de guerra a Europa de la postguerra, que estava destinat a destruir els míssils V-1 i V-2 trobats per l'Air Disarmament Wing.
Operació SafehavenProjecte nord-americà sota Eclipsi per impedir que científics nazis escapessin cap a altres països (p. ex. Llatinoamèrica).
Directiva de la Junta de Comandants en Cap 1067/14El 26 d'abril de 1946, l'Ordre 1067 de la Junta de Comandants en Cap dels Estats Units va ser donada pel general Eisenhower per "preservar de la destrucció i prendre control sobre tots els documents, materials i dades pertanyents a ... organitzacions alemanyes destinades a investigació", aquesta directiva nord-americana deia que els científics nazis podien ser detinguts per necessitats d'intel·ligència, excepte els criminals de guerra.
Field Information Agency; Technical (FIAT)Agència de l'Exèrcit nord-americà destinada a assegurar "els grans esdeveniments de l'enginyeria alemanya, com a botí de guerra, a nom de l'avanç de la ciència i la millora del nivell de vida a les Nacions Unides, per l'apropiada explotació dels descobriments nazis en aquests camps". FIAT va ser dissolta el 1947 quan l'Operació Paperclip va començar a operar en grans magnituds.
DUSTBIN (contrapart d'ASHCAN)Centre de detenció clandestí dels Estats Units establert primer a París i després en el Castell Kransberg als afores de Frankfurt.
National Interest/Project 63"Projecte destinat a fer que els nazis obtinguessin treballs amb Lockheed, Martin Marietta, North American Aviation o altres contractistes de defensa, mentre molts enginyers nord-americans de l'àrea estaven cessants."
Operació AlsosEsforços nord-americans per obtenir armes nuclears nazis secretes, equipament i personal.
Operació LustyEsforços nord-americans per capturar tecnologia aeronàutica nazi, amb tècnics i equips.
Target Intelligence Committee (TICOM)Projecte nord-americà per obtenir experts nazis a criptografia.
Operació SurgeonOperació britànica de recerca sobre el desenvolupament de l'aeronàutica de la Luftwaffe i dirigida a "contratat" als científics nazis en nom dels britànics.